# Église de Lapinlahti
L'église de Lapinlahti (en finnois : Lapinlahden kirkko) est une église située à Lapinlahti en Finlande. 